# Buenaventura (Colombie)
Pour les articles homonymes, voir Buenaventura.
Buenaventura est une ville du département Valle del Cauca en Colombie, ainsi que le port maritime le plus important du pays. Elle est la ville la plus peuplée de la façade Pacifique colombienne.
La pauvreté touche, en 2023, 40 % des habitants de Buenaventura, et le chômage concerne une personne sur quatre. Cette situation sociale a conduit à une prolifération des groupes criminels ; en 2021, le taux d'homicides dans la ville était de 61 pour 100 000 habitants.

## Situation et historique
Elle se trouve à 128 km (145 km par route) de la ville de Cali et elle est séparée d'elle par la Cordillère Occidentale des Andes.
Fondée par Juan Ladrilleros, sur ordre de Pascal d'Andagoya, le 14 juillet 1539 sur l'île de Cascajal, approximativement à 16 km de sa situation actuelle, la ville a reçu son nom pour avoir été créée le jour de la festivité de San Buenaventura (Saint Bonaventure) et pour la tranquillité de la baie.
À travers son port, la Colombie exporte 80 % du café et 60 % de toutes les exportations du pays[réf. nécessaire].

Vers le sud, Buenaventura est limité par des terrains boueux qui s'étendent jusqu'à la ville de Tumaco et vers le nord limité par les forêts du département de Chocó.
Buenaventura possède un aéroport (code AITA : BUN).
La population, majoritairement très pauvre, vit de l'économie informelle en marge de l'activité portuaire gérée par des entreprises privées.
Les communautés afro-colombiennes se disent victimes en 2018 et 2019 d'une campagne soutenue par des bandes armées pour les expulser de leurs terres ou les forcer à vendre à bas prix, dans le cadre d'un plan d'agrandissement du terminal portuaire. Certains de leurs représentants sont assassinés.

## Crime
La ville a vu son taux de criminalité grimper en flèche[Quand ?] et est considérée comme l'une des villes les plus dangereuses du monde avec un taux de criminalité 24 fois supérieur à celui de l'Irak (hors Bagdad) [réf. nécessaire]. Une zone de non-droit où 50 000 pesos (13 euros) suffisent pour assassiner sa femme ou son voisin[réf. nécessaire]. Elle voit s'affronter les paramilitaires, les FARC, les militaires et se multiplier le narcotrafic et le trafic d'armes, qui partent du port à bord de barques surmotorisées en direction du Mexique. Les paramilitaires ont récemment[Quand ?] pris le contrôle du port, avec le soutien des autorités, selon l'Église et les ONG.

## Personnalités liées
- Angélica Mayolo Obregón (1990-), ministre de la Culture de 2021 à 2022, y est née.